# Claus von Amsberg
Titre
Prince consort des Pays-Bas
30 avril 1980 – 6 octobre 2002
(22 ans, 5 mois et 6 jours)
Claus von Amsberg, devenu Claus van Amsberg, né le 6 septembre 1926 à Hitzacker en Allemagne et mort le 6 octobre 2002 à Amsterdam aux Pays-Bas, est un aristocrate allemand devenu prince consort des Pays-Bas par mariage en 1966 avec la princesse héritière Beatrix, devenue reine en 1980 à la suite de l'abdication de la reine Juliana.

## Biographie

### Jeunesse

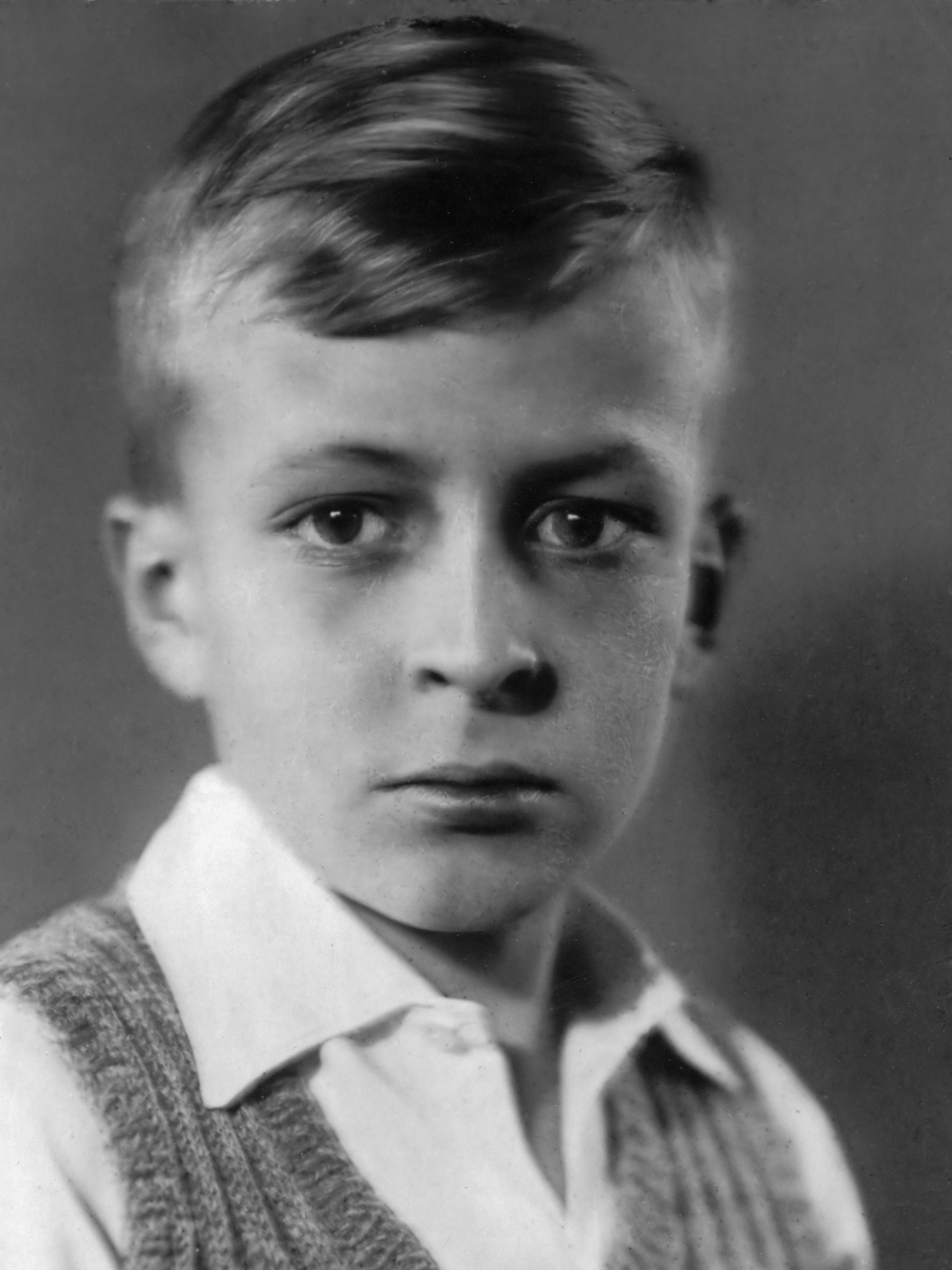
Claus en 1936.

Klaus-Georg Wilhelm Otto Friedrich Gerd von Amsberg, futur prince Claus, naît en 1926 dans le Nord de l'Allemagne, sur le domaine de Dötzingen près de la petite ville de Hitzacker, sur l'Elbe. Il appartient à une famille allemande de petite noblesse. Il est le deuxième enfant et seul fils de Klaus Felix von Amsberg (1890-1953), qui est depuis 1917 régisseur du domaine, après avoir échoué dans sa tentative de devenir planteur en Afrique, et de la baronne Gosta von dem Bussche-Haddenhausen (1902-1996), fille cadette du baron Georg von dem Bussche-Haddenhausen, le propriétaire du domaine de Dötzingen.
Il a six sœurs : Sigrid (1925-2018, épouse Jencquel), Rixa (1927-2010, épouse Ahrens), Margit (1930-1988, épouse Grubitz), Barbara (1930, épouse Haarhaus), Theda (1939-2024, épouse Freiherr von Friesen) et Christina (1945, épouse Freiherr von der Recke).
En 1928, le père de Claus part avec sa famille pour le Tanganyika (la future Tanzanie), où il dirige une plantation de café anglo-allemande. Claus von Amsberg doit passer plusieurs années de sa jeunesse au Tanganyika et se les rappelle comme un temps particulièrement heureux. En 1933, sa mère l'emmène en Allemagne avec ses sœurs sur la côte de la Baltique. Mais il ne s'y plaît pas et, en 1936, il est placé dans une école privée allemande dans la colonie africaine où il est, par obligation, membre des Jeunesses hitlériennes.

### Seconde Guerre mondiale
En 1938, sa mère repart avec lui en Allemagne où Hitler est au pouvoir. Il est inscrit à la Baltenschule à Misdroy en Poméranie, mais se sent tout à fait étranger au milieu de ses camarades de classe. Il part chez sa grand-mère à Bad Doberan et poursuit ses études au lycée local. Comme tant d'autres jeunes allemands, il y est, lui aussi, membre du Deutsches Jungvolk. En 1943, à l'âge de 16 ans, il doit participer au Reichsarbeitsdienst, pour travailler dans un aéroport à Königsberg (aujourd'hui Kaliningrad en Russie). Après un stage préparatoire au Danemark, il est dirigé vers l'Italie et enrôlé dans la réserve dans la 90e Panzergrenadier Division. Début mai 1945, au cours de sa toute première action au front, les Américains le font prisonnier et l'internent dans un camp où il fait fonction d'interprète et de chauffeur.

### Carrière professionnelle
À Noël 1945, il est de retour en Allemagne et revient habiter à Hitzacker. C'est seulement en 1947 qu'il peut revoir ses parents qui étaient restés en Afrique. Entre-temps, il a terminé ses études secondaires. Comme il n'a pas été retenu par le tirage au sort pour une formation en construction mécanique, il décide d'étudier le droit à Hambourg, faisant toutes sortes de petits métiers pour gagner sa vie. En 1952, il achève ses études, mais l'année suivante, son père meurt. Après un stage aux États-Unis, il travaille brièvement dans un cabinet juridique dans lequel il s'occupe de rétablir dans leurs droits des juifs allemands, puis il s'oriente dans une direction toute nouvelle : la diplomatie. Le 1er avril 1957, après un test de sélection il est retenu pour travailler au ministère allemand des Affaires étrangères. En 1958, il réussit l'examen pour devenir attaché.
Dans son premier emploi de diplomate à l'étranger, Claus von Amsberg est troisième secrétaire de l'ambassade en République dominicaine. Il est promu ensuite deuxième secrétaire, mais cherche à obtenir un poste en Afrique. En 1961, il devient deuxième secrétaire à l'ambassade de Côte d'Ivoire et premier collaborateur de l'ambassadeur.

### Mariage avec Beatrix

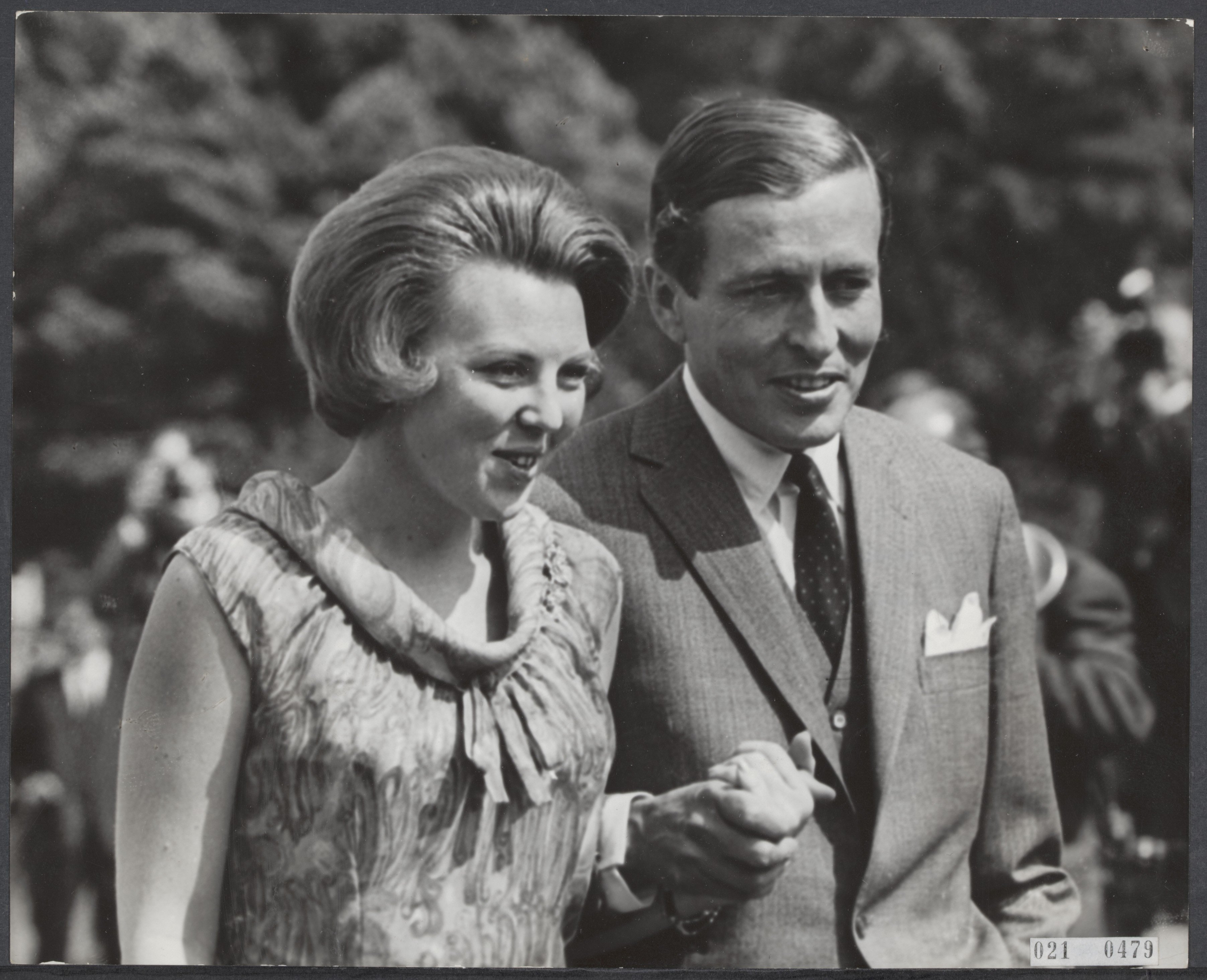
Le prince Claus avec la princesse Beatrix en 1965.

Le soir de la Saint-Sylvestre 1962, il rencontre pour la première fois la princesse héritière néerlandaise lors d'une fête chez des amis à Bad Driburg. Un an et demi plus tard suivent d'autres rencontres, à l'occasion du mariage de la princesse Tatjana zu Sayn-Wittgenstein et du prince Maurice de Hesse. En 1963, Claus von Amsberg revient en Allemagne pour travailler à Bonn au ministère des Affaires étrangères, dans le département des relations économiques avec l'Afrique sub-saharienne. Plusieurs rencontres fin 1964 et début 1965, au cours desquelles le prince Richard zu Sayn-Wittgenstein sert de paravent, fortifient la relation entre Claus et Beatrix. Le 1er mai 1965, le photographe John de Rooy, sans se faire voir, les surprend tous deux en train de se promener dans le jardin du château de Drakensteyn, propriété de la princesse Beatrix, dans laquelle le couple réside depuis deux ans ; la photo paraît le 6 mai au Royaume-Uni dans le Daily Express ainsi que dans la presse néerlandaise. Une fois qu'est connue l'identité d'Amsberg, qui habite alors à Bad Godesberg, ils se voient obligés de prendre une décision précipitée. Le 28 juin, ils annoncent leurs fiançailles à la télévision.
Le fait que Claus von Amsberg soit allemand et qu'il ait appartenu aux Jeunesses hitlériennes et servi dans la Wehrmacht choque une partie de la population néerlandaise ; vingt ans après l'occupation, le sujet est encore sensible. Le Parlement débat longuement de l'affaire et de façon houleuse, et c'est seulement après que Loe de Jong, un historien connu, a établi qu'on ne pouvait accuser Amsberg d'aucun crime de guerre en Italie que les présidents de groupes au Parlement permettent à une proposition de loi autorisant le mariage d'être votée à la majorité. Le 10 décembre 1965, Claus von Amsberg obtient un passeport néerlandais et, le 16 février, son nom de famille est officiellement modifié en « van Amsberg ».
Le 10 mars 1966, Beatrix et Claus se marient et lui-même reçoit les titres de prince des Pays-Bas et jonkheer (écuyer) d'Amsberg. Les festivités ont lieu à Amsterdam où des « provos » essaient de les troubler avec des bagarres et une bombe fumigène.

### Engagement social

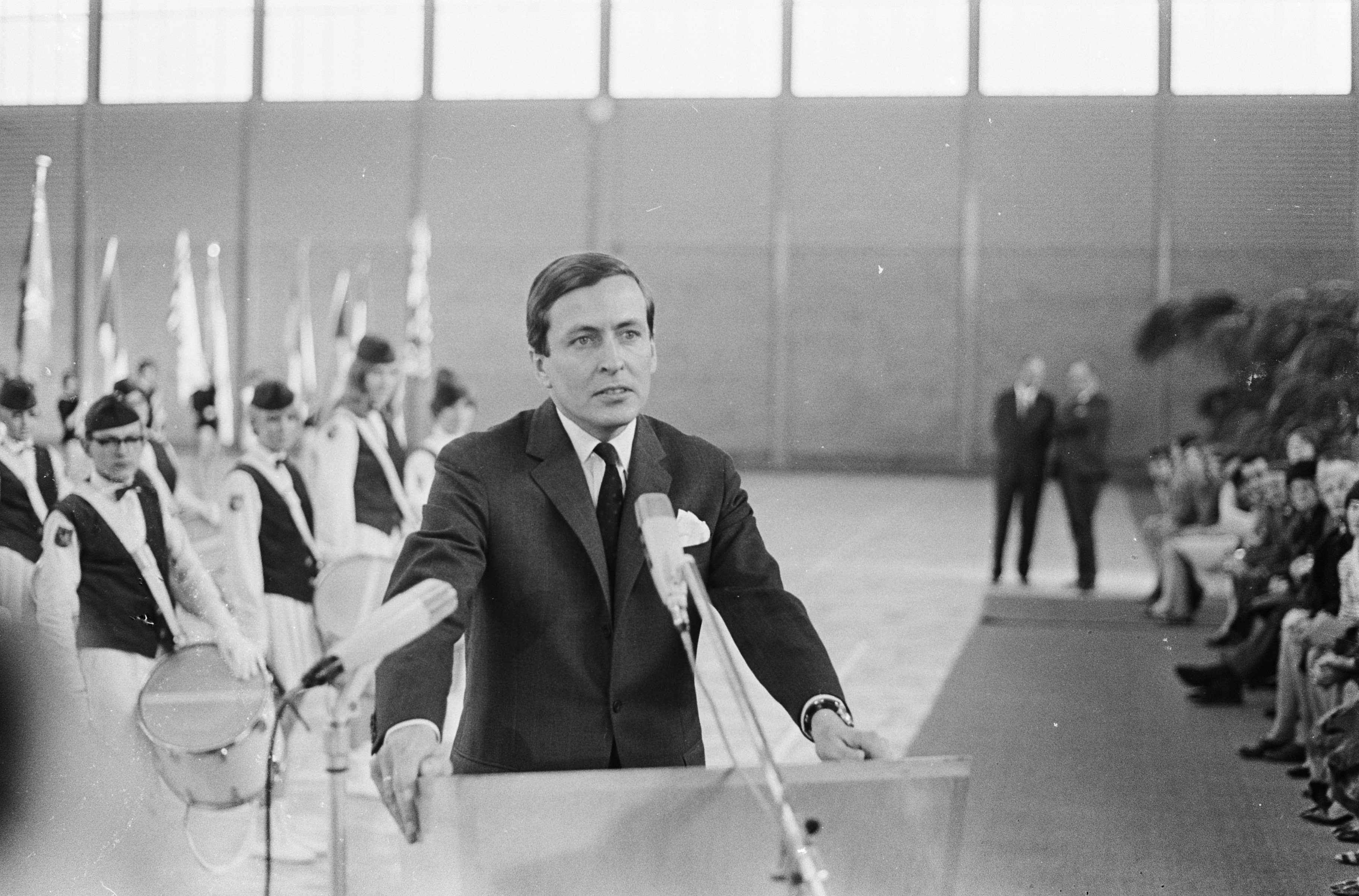
Le prince Claus lors d'un discours public en 1967.

Toute sa vie, le prince Claus continue à se passionner pour l'Afrique. Comme sa fonction publique aux Pays-Bas ne peut pas se concilier avec une carrière ambitieuse, il donne l'impression de vivre dans l'ombre de son épouse. En 1970, Claus van Amsberg est nommé président de la commission nationale pour la stratégie de développement, une sorte d'organisme de relations publiques du gouvernement pour sa politique de développement. Un certain nombre de recommandations de cette commission, comme une petite subvention au Comité pour l'Angola qui lutte pour l'indépendance de ce pays et l'organisation d'un boycott du café pour s'opposer au régime de la colonie portugaise, paraît placer le prince dans une situation compromettante (car controversée politiquement). Pour cette raison, on lui donne des fonctions jugées moins sensibles : celle de président de la fondation des volontaires des Pays-Bas et celle de conseiller particulier du ministre de la Coopération. Mais ces fonctions, elles aussi, sont limitées ; la plupart du temps, il doit faire abstraction de son opinion personnelle, ce qui fait de lui quelqu'un de complètement incolore ; par ailleurs, sa position lui interdit d'intervenir de façon énergique ; il sait tout de même transmettre certaines de ses idées par sa diplomatie, et aussi grâce aux nombreuses conférences qu'il donne au sujet de la coopération pour le développement. C'est ainsi que son influence permet de changer la vision de base pour le travail de développement : au lieu d'arriver dans le Tiers-Monde pour aider, apprenons-lui à s'aider lui-même.

### Prince consort des Pays-Bas

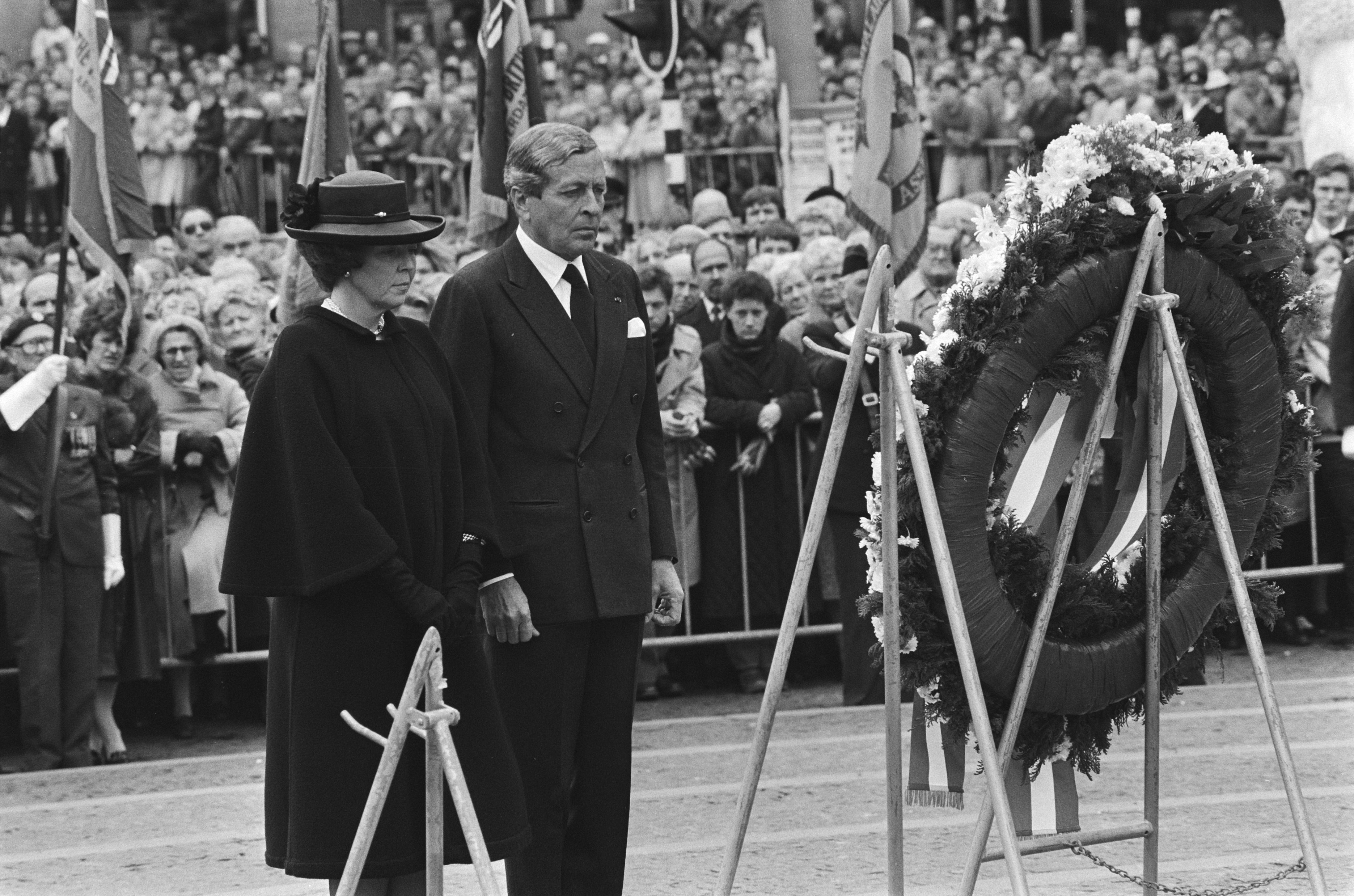
Le prince Claus et la reine Beatrix durant la journée nationale du souvenir, le 4 mai 1985.

En 1980, Beatrix devient reine et, en 1981, elle quitte avec les siens Drakensteyn près de Baarn pour s'installer à La Haye ; la pression sur la famille royale s'accroît et la vie du prince Claus devient plus difficile. En tant que prince des Pays-Bas, ses fonctions deviennent plus protocolaires. Il semble souffrir de ne plus avoir de réelles responsabilités. En 1982, il est admis à l'hôpital de Nimègue. Le porte-parole du gouvernement explique sa maladie comme étant « de nature dépressive ». Il lui faut quelques années pour la surmonter.
Le couple a eu trois garçons :
1. le prince héritier Willem-Alexander van Oranje-Nassau van Amsberg, né le 27 avril 1967 ;
2. le prince Johan Friso van Oranje-Nassau van Amsberg, né le 25 septembre 1968 et mort le 12 août 2013[3] ;
3. le prince Constantijn van Oranje-Nassau van Amsberg, né le 11 octobre 1969 ;

Claus van Amsberg connaît de très nombreux problèmes de santé : il traverse plusieurs dépressions dans les années 1980 et 1990, survit au cancer, est atteint de la maladie de Parkinson dont il meurt, en plus d'une pneumonie. Quelques mois après avoir été grand-père pour la première fois, le prince Claus meurt en 2002 à l'âge de 76 ans, entouré par l'affection de sa famille et de son pays d'adoption.

## Décorations

### Décorations néerlandaises
- Chevalier grand-croix de l'ordre du Lion néerlandais.
- Chevalier grand-croix de l'ordre de la Couronne.
- Chevalier grand-croix de l’ordre d’Orange-Nassau.
- Grand-croix de l'ordre de la maison d'Orange.
- Chevalier de l'ordre de l'Arche d'or.
- Médaille de la reine Beatrix.

### Décorations étrangères
- Grand-croix de l'ordre de Bonne Espérance (Afrique du Sud).
- Grand-croix  1re classe, version spéciale de l'ordre du Mérite de la République fédérale d'Allemagne (Allemagne).
- Grande étoile de l'ordre du Mérite.
- Grand-croix de l'ordre national de la République de Côte d'Ivoire (Côte d'Ivoire).
- Chevalier de l'ordre de l'Éléphant (Danemark).
- Grand-croix de l'ordre d'Isabelle la Catholique (Espagne).
- Grand-croix de l'ordre de Charles III (Espagne).
- Grand-croix de l'ordre de la reine de Saba (Empire d'Éthiopie).
- Commandeur grand-croix de l'ordre de la Rose blanche (Finlande).
- Grand-croix de la Légion d'honneur (France).
- Grand-croix de l'ordre du Faucon (Islande).
- Chevalier grand-croix au grand cordon de l’ordre du Mérite de la République italienne (Italie).
- Grand cordon de l'ordre du Chrysanthème (Japon).
- Grand-croix de l'ordre du Christ (Portugal).
- Grand-croix de l'ordre de Saint-Olaf (Norvège).
- Grand-croix de l'ordre royal de Victoria (Royaume-Uni).
- Grand-croix de l'ordre royal de l'Étoile polaire (Suède).
- Grand cordon de l'ordre national du Mérite (Tunisie).